# アントファジャ山
アントファジャ山（スペイン語、Monte Antofalla）とは、南アメリカ大陸の中部に存在する、活火山とされている山の1つである。このため、この山はスペイン語で「火山」を意味する「Volcán」を冠して「Volcán Antofalla」と表記されることもある。しかし、活火山だと言われているものの、この山の前回の噴火がいつであったのかは定かではない。

## 概要

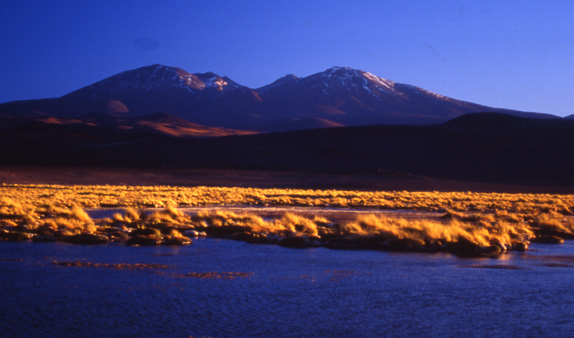
夕焼けに染まるアントファジャ山北側。2007年2月撮影。

この山の名称の「アンドファジャ」とは、クンサ語で「太陽が死ぬ場所」という意味である。この山はアンデス山脈を構成する山の1つでもあり、山頂の標高は約6440mある。アンデス山脈は現在も造山運動の続く環太平洋造山帯を構成する山脈の1つであり、環太平洋造山帯は地球上で現在も活動する火山の集中地帯の1つでもある。そして、やはりこの山の周辺も火山地帯として知られており、アントファジャ山は成層火山として形成された山である。この山は現在も活火山であると言われており、地球上の活火山としては標高の高い山として知られている。しかし、この山は長らく噴火しておらず、前回の噴火がいつであったのかは定かではない。アントファジャ山は、おおよそ南緯25度33分45秒、西経67度52分51秒付近に位置しており、この場所はアルゼンチンの北西部の州であるカタマルカ州のアントファガスタ郡に属している。そしてカタマルカ州の中でも北西の隅に近い場所である。この付近の気候は乾燥しており、アタカマ沙漠の東端部に存在する標高の高い地域にも当たっている。現在はほとんどヒトの住んでいない地域であるものの、だからと言ってここが前人未踏の地ではなく、この山には少なくとも西暦1500年よりも以前に建設された、インカ時代の廃墟が存在している。なお、もしもここに観光に訪れる場合は、この山の麓に存在するアントファジャ村を基点とするのが通常である。